# Tony Okungbowa

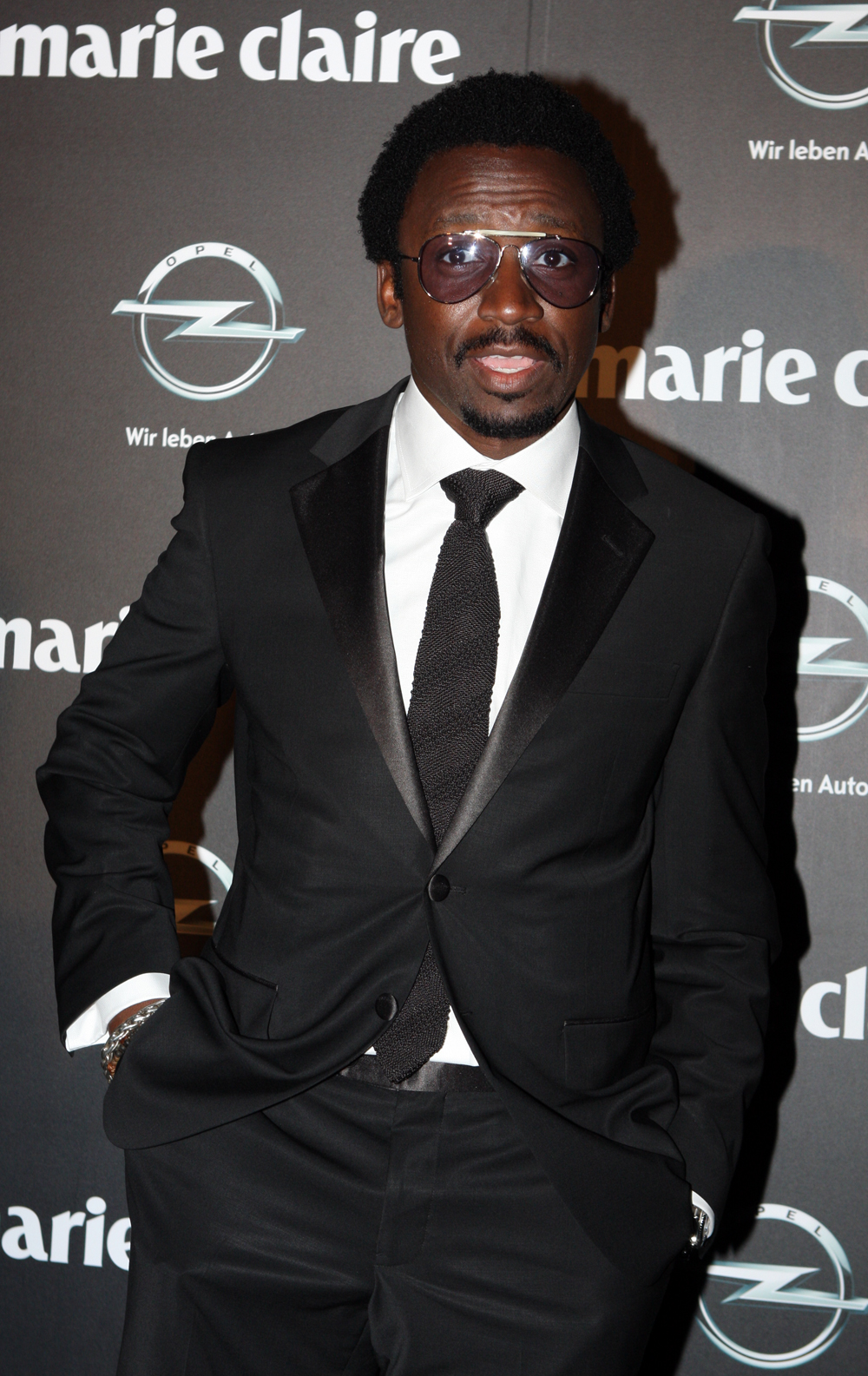
Tony Okungbowa em 2013

Anthony Victor Okungbowa, mais conhecido como Tony Okungbowa, é ator, produtor de cinema e atualmente é DJ do talk show The Ellen DeGeneres Show. Ele é inglês e descendente de nigerianos.
Ao contrário da maioria dos talk shows, The Ellen DeGeneres Show apresenta um DJ para fornecer acompanhamento musical, um papel ue okungbowa começou em 2003 até o fim da terceira temporada do show, em 2006, quando decidiu seguir sua carreira de ator. Ele foi substituído no começo da quarta temporada por Jon Abrahams. Retornou em 2007 em aparições ocasionais, e retornou em tempo integral como DJ para a sexta temporada que começou em 8 de Setembro de 2008.
Ele já participou de The X-Files, NYPD Blue e Law & Order: Special Victims Unit. Ele tem uma licenciatura em teatro de Middlesex University.